# Ness, Cheshire
Ness är en ort i civil parish Neston, i distriktet Cheshire West and Chester, i grevskapet Cheshire, i England. Ness var en civil parish 1866–1974. Civil parish hade 596 invånare år 1951. Byn nämndes i Domedagsboken (Domesday Book) år 1086, och kallades då Nesse.